# Военноморски флаг
Военноморски флаг – знак за принадлежност на военен кораб (съд) към въоръжените сили на дадена държава; представлява платно с официално установена разцветка и форма. Военноморските флагове се появяват още в Древността и окончателно са установени в периода 16 – 18 век.

## История
В Русия в началото на 18 век е въведен военноморския флаг с диагоналния светло син Андреевски кръст. След Октомврийската революция от 1917 г. на корабите на Съветските ВМС в периода 1918 – 1920 се използва държавния и военен флаг на РСФСР, утвърден на 14 април 1918 г. от съветското правителство. На 29 септември 1920 г. е утвърден военноморския флаг на РСФСР. Във връзка с образуването на СССР е въведен (24 август 1923 г.) нов военноморски флаг на СССР. На 19 юни 1942 г. е въведен Гвардейския военноморски флаг. В някои страни военноморския флаг е различен от държавното знаме по цвят, рисунка (например, СССР, Великобритания, Япония) или само по форма (например, Дания, Швеция, Норвегия), в ред държави военноморските флагове са еднакви с държавния флаг (например, САЩ, Испания, Турция). Размерите на флага са различни в зависимост от класа на корабите и съдовете.

## Галерия
- Белгия
- България
- Великобритания
- Германия
- Естония
- Полша
- Русия
- Украйна

## Издигане на флага
1) Ежедневна церемония по издигане на военноморския флаг (на военните кораби). В Съветските ВМС флага се вдига в 8 часа, а в почивни и празнични дни в 9 часа сутринта в обикновена или тържествена обстановка (с извикване на горната палуба на целия екипаж на кораба, караула, оркестър). На корабите от 1-ви и 2-ри ранг (на котва) едновременно с издигането на флага се вдига и гюйса. Спускането на флага (и гюйса) е по залез слънце, а в полярните морета – в час, установен от командващия флота.
2) Церемонии по издигане на флага са предвидени при Салюти и при провеждане на празнества; в детските лагери (ежедневно); на стадионите при отваряне на спортния сезон, спартакиади и пр.; на пристаните (гарите) при започване на навигацията.